# Arthur Koestler
Arthur Koestler (n. 5 septembrie 1905, Budapesta, Austro-Ungaria – d. 1 martie 1983, Londra, Anglia, Regatul Unit) a fost romancier și ziarist evreu britanic.

## Biografie
S-a născut la Budapesta într-o familie evreiască de limba germană. În tinerețe, după studii universitare la Viena (1922-1926) și trei ani petrecuți în Palestina, ajunge la Berlin unde lucrează ca jurnalist și devine membru al Partidului Comunist din Germania (1932-1938).
Participă la Războiul Civil din Spania de partea republicanilor, cade prizonier, dar este eliberat în 1937 și se stabilește în Franța. După marea epurare stalinistă din URSS (1938), se dezice definitiv de comunism și publică, pentru scurtă vreme, un săptămânal antinazist și antisovietic. Se înrolează în Legiunea Străină franceză, în 1940 este internat într-un lagăr de prizonieri, dar reușește să scape și să ajungă în Anglia, unde se stabilește definitiv și primește cetățenie. Adept, în ultimii ani ai vieții sale, al eutanasiei, se sinucide împreună cu soția sa, în anul 1983.

## Cărți
- Spanish Testament (1938)
- Gladiators (1939, 1965), trad. în l. română, cu titlul Gladiatorii, Ed. Humanitas, București, 2003
- Darkness at Noon (1940)
- Dialogue with Death (1942)
- Scum of the Earth (1941)
- Arrival and Departure (1943)
- The Yogi and the Comissar (1945)
- Thieves in the Night (1946)
- Arrow in the Blue (1951)
- The Invisible Writing (1954)
- The Thirteenth Tribe (Cel de al 13-lea trib: Khazarii), London (1976)